# Edward G. Robinson
Edward G. Robinson (született: Emmanuel Goldenberg) (Bukarest, 1893. december 12. – Los Angeles, Kalifornia, 1973. január 26.) romániai zsidó származású amerikai színész.

## Fiatalkora
Robinson Emmanuel Goldenberg néven született egy jiddisül beszélő romániai zsidó családba 1893-ban Bukarestben. A családjával 1903-ban New Yorkba emigrált. Már fiatalon érdeklődött a színészet iránt, és ösztöndíjat nyert a American Academy of Dramatic Arts iskolába. Ekkor vette fel az Edward G. Robinson nevet, melyben a G az eredeti vezetéknevére utal.

## Karrierje
Színészi karrierje 1913-ban indult, két évvel később a Broadway-n is debütált. Először 1916-ban tűnt fel statisztaként a filmvásznon, majd 1923-ban már a neve is felbukkant a stáblistán a The Bright Shawl című film kapcsán. Az egyike volt azon színészeknek, akik felismerték, hogy a hangosfilmek betörésével eljött az idejük. 1930-ig mindössze három filmben szerepelt, majd otthagyta a színházat, és 1930. és 1932. között már 14 produkcióban volt látható.
A hírnevet az 1931-es A kis cézár hozta el számára, melyben a gengszter keményfiút, Rico Bandellot formálta meg. A folytatásban is több hasonló karaktert alakított, például az 1937-es Kid Galahadban Bette Davis és Humphrey Bogart oldalán. A '40-es években olyan klasszikus film noirokban volt látható, mint a Gyilkos vagyok (1944), Nő az ablak mögött (1945), Vörös utca (1945) vagy Az óra körbejár (1947). Emlékezetes tisztelgés volt egykori gengszter szerepei számára John Huston Key Largoja, melyben a gátlástalan bűnöző Johhny Roccot alakította. A Key Largo volt egyben az ötödik és utolsó film, ahol Humphrey Bogarttal játszott együtt.

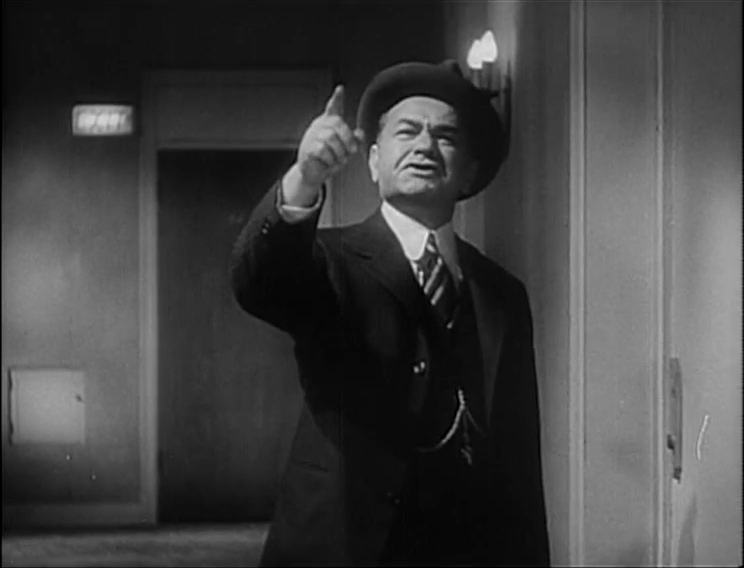
Robinson a Gyilkos vagyok (1944) című filmben

1950 és 1952 között három alkalommal is beidézték az Amerika-ellenes tevékenységet vizsgáló bizottság elé, és az a veszély fenyegette, hogy feketelistára teszik. Robinsonnak azzal sikerült tisztáznia magát, hogy megnevezett embereket, akik szimpatizáltak a kommunizmussal. Annak ellenére, hogy elkerülte a feketelistát, az eset után a korábbiaknál csak kisebb szerepeket kapott és kevesebb nyilvánosságot.
Ebben az időben, hogy visszanyerje régi hírnevét, több B-moziban és kis költségvetésű filmben játszott, melyek közül néhány a maga nemében kiválónak számított, de volt köztük súlyos bukás is. 1956-ban az antikommunista rendező, Cecil B. DeMille Dathan szerepét adta neki a Tízparancsolatban. Későbbi pályafutását még olyan filmek jellemezték, mint a Púp a háton (1959) Frank Sinatra oldalán vagy A Cincinnati Kölyök (1965), melyben Steve McQueen volt a partnere.
Robinson utolsó filmjelenete egy eutanázia jelenet volt az 1973-as sci-fi klasszikusban, a Zöld szójában. A jelenet sürgős volt számára, mert tudta hogy rákban haldoklik. Közölte filmbeli partnerével és régi barátjával, Charlton Hestonnal, hogy legjobb esetben is csak hetei vannak hátra. Robinson tisztában volt vele, hogy a közelgő halála hatással lesz Heston alakítására, így a Heston által alakított karakter könnyei eredetiek a filmvásznon. Robinson 12 nappal később meghalt.

## Magánélete
Első feleségét Gladys Llyod színpadi színésznőt 1927-ben vette feleségül. Egy fiuk született, de Lloydnak volt egy lánya is az első házasságából. Robinson hét nyelven is beszélt, hobbija pedig a hanglemezgyűjtés volt híres hangversenyekről. Megrögzött szivarozó volt, több filmjében is szivarral látható.
Jelentős műkincsgyűjteményt halmozott fel, főleg az absztrakt területén. Bár 1956-ban eladta egy görög hajómágnásnak, mert pénzre volt szüksége a válása során.
1973-ban halt meg rákban, a családi mauzóleumban temették el a Beth-El Cemetery a New York-i Queensben.

## Fontosabb filmjei
- 1973 – Zöld szója (Soylent Green) – Sol Roth
- 1969 – Mackenna aranya (MacKenna's Gold) – Adams
- 1968 – A legnagyobb köteg (The Biggest Bundle of Them All) – Samuels professzor
- 1965 – A Cincinnati Kölyök – (The Cincinnati Kid) – Lancey Howard
- 1964 – Az erőszak (The Outrage) – Szélhámos
- 1964 – Cheyenne ősz (Cheyenne Autumn) – Titkár
- 1963 – A díj (The Prize) – Dr. Max Stratman
- 1962 – Egy amerikai Rómában (Two Weeks in Another Town) – Maurice Kruger
- 1962 – Az én kis gésám (My Geisha) – Sam Lewis
- 1960 – Hét tolvaj (Seven Thieves) – Theo Wilkins
- 1959 – Púp a háton (A Hole in the Head) – Mario Manetta
- 1956 – Tízparancsolat (The Ten Commandments) – Dathan
- 1949 – Idegenek háza (House of Strangers) – Gino Monetti
- 1948 – Key Largo – Johnny Rocco
- 1947 – A vörös ház (The Red House) – Pete Morgan
- 1946 – Az óra körbejár (The Stranger) – Mr. Wilson
- 1945 – A tőkéink zsenge szőlőt hoznak – (Our Vines Have Tender Grapes) – Martinius Jacobson
- 1945 – Vörös utca (Scarlet Street) – Christopher Cross
- 1944 – Nő az ablak mögött (The Woman in the Window) – Richard Wanley professzor
- 1944 – Gyilkos vagyok (Double Indemnity) – Barton Keyes
- 1943 – Bűn és szerelem (Flesh and Fanatasy) – Marshall Tyler
- 1941 – Férfierő (Manpower) – Hank McHenry
- 1941 – Tengeri farkas (The Sea Wolf) – "Wolf" Larsen
- 1940 – Orchidea testvér (Brother Orchid) – John Sarto
- 1940 – A 606. kísérlet (Dr. Ehrlich's Magic Bullet) – Dr. Paul Ehrlich
- 1939 – Egy náci kém vallomásai (Confessions of a Nazi Spy) – Edward Renard
- 1938 – A bámulatos Clitterhouse doktor (The Amazing Dr. Clitterhouse) – Dr. Clitterhouse
- 1937 – Kid Galahad – Nick Donati
- 1937 – Egy amerikai Londonban (Thunder in the City) – Daniel Armstrong
- 1936 – Golyók vagy szavazatok – (Bullets or Ballots) – Johnny Blake
- 1935 – Egész város erről beszél (The Whole Town's Talking) – Arthur Ferguson Jones
- 1932 – Tigriscápa (Tiger Shark) – Mike Mascarenhas
- 1931 – A kis cézár (Little Caesar) – Rico Bandello

## További információ
- Edward G. Robinson a PORT.hu-n (magyarul)
- Edward G. Robinson az Internetes Szinkronadatbázisban (magyarul)
- Edward G. Robinson az Internet Movie Database-ben (angolul)
- Edward G. Robinson a Rotten Tomatoeson (angolul)

## Fordítás
- Ez a szócikk részben vagy egészben  az   Edward_G._Robinson című angol Wikipédia-szócikk fordításán alapul.  Az eredeti cikk szerkesztőit annak laptörténete sorolja fel. Ez a jelzés csupán a megfogalmazás eredetét és a szerzői jogokat jelzi, nem szolgál a cikkben szereplő információk forrásmegjelöléseként.